# Monoenergismus
Monoenergismus je křesťanská schizmatická nauka úzce spojená s monofyzitskou teorií.
Vznikla v 1. polovině 7. století ze snahy byzantských vládnoucích kruhů, především císaře Herakleia a konstantinopolského patriarchy Sergia, o odstranění rozkolu mezi zastánci Nicejsko-konstantinopolského vyznání a monofyzitismu, rozšířeného ve východních provinciích říše, a přivést tak monofyzity opět do plného společenství církve.
Monoenergismus na jedné straně vyznával nauku Chalkedonského koncilu o dvojí přirozenosti v Kristu, avšak neslučoval se v něm v názoru, že Kristus měl jediný zdroj konání či energie (energeia). Přestože monoenergetismus zastával alexandrijský patriarcha Kyros, patriarchové konstantinopolští a antiochijský, prosadit se ho přes odpor pravověří i monofyzitů nepodařilo. Zvláště ostře vystupoval proti monoenergetismu jeruzalémský patriarcha Sofronios z Jeruzaléma, který ho prohlásil za pouhou odnož monofyzitismu. Papež Honorius I. jej nejprve toleroval, ačkoli Sergiovi napsal list, v němž žádal bližší vymezení pojmů a osvětlení celé nauky. Císař a patriarcha poté od monoenergetismu ustoupili, ale vzápětí se pokusili prosadit nové dogma o Kristově jediné vůli, monotheletismus. Monoenergismus definitivně zavrhl Třetí konstantinopolský koncil.